# Campeonato Mundial de Tiro al Plato de 1934
El III Campeonato Mundial de Tiro al Plato se celebró en Budapest (Hungría) en el año 1934 bajo la organización de la Federación Internacional de Tiro Deportivo (ISSF) y la Federación Húngara de Tiro Deportivo.

## Resultados

### Masculino
| Evento         | Oro                                 | Plata                             | Bronce                         |
| -------------- | ----------------------------------- | --------------------------------- | ------------------------------ |
| Foso           | András Montagh · Hungría · 281 pts. | Jean de Beaumont Francia 281 pts. | Kurt Schöbel Alemania 279 pts. |
| Foso (equipos) | Hungría ·                           | Alemania                          | Dinamarca                      |

## Medallero
| Núm. | País      | Oro | Plata | Bronce | Total |
| ---- | --------- | --- | ----- | ------ | ----- |
| 1    | Hungría   | 2   | 0     | 0      | 2     |
| 2    | Alemania  | 0   | 1     | 1      | 2     |
| 3    | Francia   | 0   | 1     | 0      | 1     |
| 4    | Dinamarca | 0   | 0     | 1      | 1     |
|      | TOTAL     | 2   | 2     | 2      | 6     |